# 人生Blues/青春Night
「人生Blues/青春Night」（じんせいブルース/せいしゅんナイト）は、2019年6月12日にアップフロントワークス（zetimaレーベル）から発売されたモーニング娘。の67枚目のシングル。「モーニング娘。'19」（モーニングむすめ。ワンナイン）名義でのリリース。

## 構成
- 令和に発売された最初のシングルである[7]。
- つんく作詞・作曲の楽曲のみで構成されたモーニング娘。のCDシングルは、2018年6月13日リリースの65枚目のシングル『Are you Happy?/A gonna』以来2作ぶりとなる。
- 2019年に発売されたシングルは本作のみで、「モーニング娘。'19」名義での最初で最後のシングル。

人生Blues
- センターは生田衣梨奈[8]。メインボーカルは譜久村聖、生田衣梨奈、石田亜佑美、小田さくら。

- ミュージック・ビデオには、2018年12月16日にグループを卒業した飯窪春菜が出演している。

青春Night
- センターは森戸知沙希[9]。メインボーカルは譜久村聖、佐藤優樹、小田さくら、野中美希、森戸知沙希。
- これまでラップアレンジを手掛けていたU.M.E.D.Y.が死去したため、本楽曲ではU.M.E.D.Y.の配偶者であったMiss Mondayがラップアレンジを担当している[10]。
- STV「熱烈!ホットサンド!」2019年7月エンドテーマ[11]。

## リリース
初回生産限定盤A・B・SP・通常盤A・Bの5形態で発売され、このうち初回生産限定盤A・B・SPにはDVDが付属する。初回生産限定盤SPにはイベント抽選応募券が封入される。初回仕様の全ての通常盤にはトレーディングカード（通常盤A：「人生Blues」衣裳のソロ11種+集合1種よりランダムにて1枚、通常盤B：「青春Night」衣裳のソロ11種+集合1種よりランダムにて1枚）が封入されている。

## 収録曲

### CD（全盤共通）
| #  | タイトル                    | 作詞                            | 作曲   | 編曲     | 時間 |
| -- | --------------------------- | ------------------------------- | ------ | -------- | ---- |
| 1. | 「人生Blues」               | つんく                          | つんく | 大久保薫 | 4:25 |
| 2. | 「青春Night」               | つんく/Rapアレンジ：Miss Monday | つんく | 大久保薫 | 4:04 |
| 3. | 「人生Blues」(Instrumental) |                                 |        |          | 4:26 |
| 4. | 「青春Night」(Instrumental) |                                 |        |          | 4:06 |

| #  | タイトル                   | 作詞 | 作曲・編曲 | 時間 |
| -- | -------------------------- | ---- | ---------- | ---- |
| 1. | 「人生Blues」(Music Video) |      |            | 5:26 |

| #  | タイトル                   | 作詞 | 作曲・編曲 | 時間 |
| -- | -------------------------- | ---- | ---------- | ---- |
| 1. | 「青春Night」(Music Video) |      |            | 5:27 |

| #  | タイトル                       | 作詞 | 作曲・編曲 | 時間 |
| -- | ------------------------------ | ---- | ---------- | ---- |
| 1. | 「人生Blues」(Dance Shot ver.) |      |            | 4:36 |
| 2. | 「青春Night」(Dance Shot ver.) |      |            | 4:22 |

## リリース日一覧
| 地域 | リリース日    | レーベル | 規格                                              | カタログ番号                      |
| ---- | ------------- | -------- | ------------------------------------------------- | --------------------------------- |
| 日本 | 2019年6月12日 | zetima   | CDマキシシングル+DVD                              | EPCE-7493〜94（初回生産限定盤A）  |
| 日本 | 2019年6月12日 | zetima   | CDマキシシングル+DVD                              | EPCE-7495〜96（初回生産限定盤B）  |
| 日本 | 2019年6月12日 | zetima   | CDマキシシングル+DVD                              | EPCE-7497〜98（初回生産限定盤SP） |
| 日本 | 2019年6月12日 | zetima   | CDマキシシングル                                  | EPCE-7499（通常盤A）              |
| 日本 | 2019年6月12日 | zetima   | CDマキシシングル                                  | EPCE-7500（通常盤B）              |
| 日本 | 2019年6月12日 | zetima   | ダウンロードシングル （LC-AAC）                   |                                   |
| 日本 | 2019年6月12日 | zetima   | ハイレゾダウンロードシングル （FLAC 96kHz/24bit） |                                   |

## 参加メンバー
- 9期：譜久村聖、生田衣梨奈
- 10期：石田亜佑美、佐藤優樹
- 11期：小田さくら
- 12期：野中美希、牧野真莉愛、羽賀朱音
- 13期：加賀楓、横山玲奈
- 14期：森戸知沙希

## 参加ミュージシャン
人生Blues
- Sound Produce：つんく♂
- Keyboard & Programming：大久保薫
- Chorus：譜久村聖、佐藤優樹、小田さくら

青春Night
- Sound Produce：つんく♂
- Keyboard & Programming：大久保薫
- Guitar：鈴木俊介
- Chorus：譜久村聖、小田さくら